# Ha-Šem
Ha-Šem, (hebrejsky הַשֵּׁם‎, doslova „to Jméno“) je jeden z výrazů, kterými Židé nahrazují Boží jméno. To je v hebrejském textu Bible zapisováno pomocí písmen JHVH (jod-he-vav-he, יהוה) a nevyslovuje se. Zvyk nevyslovovat Boží osobní jméno je velmi starý a sahá až do období druhého Chrámu, jenž stál v Jeruzalémě a byl zbořen Římany v roce 70 n. l. V některých z tzv. kumránských svitků (kniha Izajáš), v nichž se Boží osobní jméno objevuje, jsou nad jménem „jod-he-vav-he“ nadepsána hebrejská písmena אדוני. Toto nadepsání sloužilo pro toho, kdo četl, jako informace, že místo Božího jména má vyslovit slovo Adonaj. Zvláštní na tomto zápisu slova Adonaj je, že je psáno s písmenem "vav" uprostřed, zřejmě jako pokus o naznačení samohlásky "o" ve výrazu Adonaj, které se jinak zapisuje bez "vav" (אדני).